# Green Card (soundtrack)
Green Card is de originele soundtrack van de gelijknamige film uit 1990, geregisseerd door Peter Weir. Het album werd gecomponeerd door Hans Zimmer en uitgebracht op 22 januari  1991 door Varèse Sarabande.

## Achtergrond
De opnames vonden plaats in de Rhino Studios in Sydney. Het neuriën in de muziek komt van Gérard Depardieu en de synthesizers zijn van Hans Zimmer.

## Tracklijst
Alle muziek is geschreven door Hans Zimmer, tenzij anders vermeld

| Nr. | Titel                                                                            | Artiest(en)                                             | Duur |
| --- | -------------------------------------------------------------------------------- | ------------------------------------------------------- | ---- |
| 1.  | Subway Drums (geschreven door Larry Wright)                                      | Larry Wright                                            | 1:28 |
| 2.  | Instinct                                                                         |                                                         | 3:33 |
| 3.  | Restless Elephants                                                               |                                                         | 2:55 |
| 4.  | Cafe Afrika                                                                      |                                                         | 2:59 |
| 5.  | Greenhouse                                                                       |                                                         | 3:15 |
| 6.  | Moonlight                                                                        |                                                         | 1:23 |
| 7.  | 9am Central Park                                                                 |                                                         | 1:49 |
| 8.  | Clarinet Concerto In A Major: Adagio (geschreven door Wolfgang Amadeus Mozart)   | English Chamber Orchestra (Klarinet: Richard Stoltzman) | 8:37 |
| 9.  | Silence                                                                          |                                                         | 4:38 |
| 10. | Instinct II                                                                      |                                                         | 3:10 |
| 11. | Asking You                                                                       |                                                         | 1:45 |
| 12. | Pour Bronté                                                                      |                                                         | 6:19 |
| 13. | Eyes on the Prize (geschreven door Harry Stewart, gearrangeerd door Hans Zimmer) | English Chamber Orchestra                               | 3:03 |

## Overige muziek uit de film
Muziek uit de film die niet op de officiële soundtrack staan zijn:
| Nummer           | Artiest(en)        |
| ---------------- | ------------------ |
| Holdin' On       | Soul II Soul       |
| River            | Enya               |
| Watermark        | Enya               |
| Storms In Africa | Enya               |
| Oyin Momo Ado    | Babatunde Olatunji |
| Surfin' Safari   | The Beach Boys     |